# Trigonal pyramidal geometri

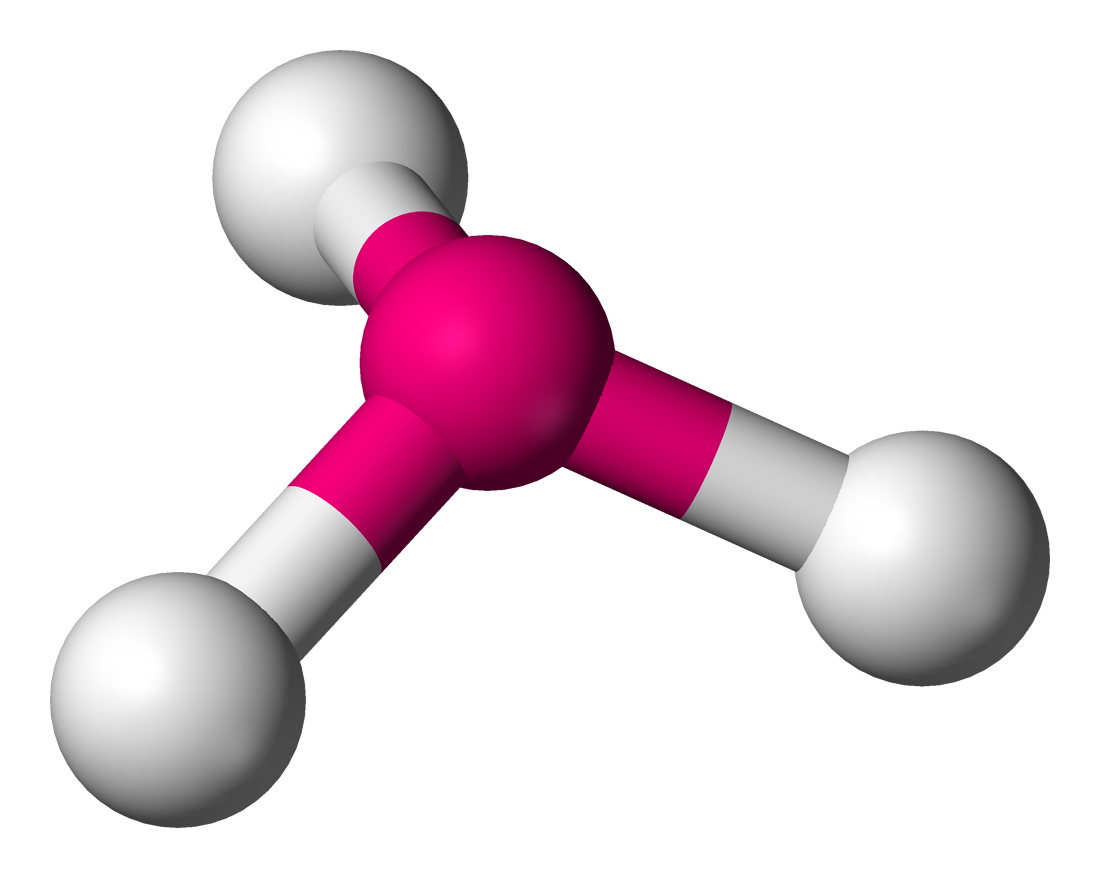
En generaliserad struktur med centralatomen i rosa.

Trigonal pyramidal geometri är en molekylär geometri med koordinationstalet 3 En trigonal pyramidal molekyl kan skrivas som AX3E, där A betecknar centralatomen, X betecknar substituenter och E betecknar det fria elektronparet. I idealfallet när samtliga X är identiska är bindningsvinkeln cos-1(-1/3) ≈ 109,5° (förutsatt att X och E upptar lika stor plats i rymden) och dipolmomentet är skilt från 0, det vill säga de är polära molekyler. Bland de molekyler/joner som uppvisar trigonal pyramidal geometri finns ammoniak NH3, oxoniumjonen H3O+ och kloratjonen ClO3-.